# Aha-erlebnis
Een aha-erlebnis, letterlijk aha-ervaring, is een situatie waarin een persoon plotseling een nieuw inzicht verkrijgt. Vaak gaat het om het doorzien van een probleem op het moment dat allerlei voorheen losse aspecten in elkaar blijken te passen en zo een oplossing geboden wordt. In zo’n situatie is men vaak geneigd "aha!, dus dat zit zo", of "aha!, zo kan het dus ook" te denken. De uitdrukking is Duits, maar in het Nederlands ingeburgerd.
De term werd geïntroduceerd door de Duitse denkpsycholoog Karl Bühler. De uitdrukking is verwant aan het eureka van Archimedes.